# Bartók István (labdarúgó)
Bartók István (Ózd, 1952. szeptember 17. – 2005. május 13. előtt) labdarúgó, csatár.

## Pályafutása
1969 és 1981 között a Dunaújvárosi Kohász labdarúgója volt. Az élvonalban 1969. október 4-én mutatkozott be és 122 mérkőzésen szerepelt. 1981 májusában a Dunaújvárosi Építőkhöz igazolt. 1981 nyarán Hartára került.